# Türk Silahlı Kuvvetleri
Le Forze armate turche (Türk Silahlı Kuvvetleri) sono le forze armate della Repubblica di Turchia. Il comandante delle forze armate è il capo di stato maggior generale che lo esercita per conto del presidente della Repubblica, che è il Comandante supremo militare.

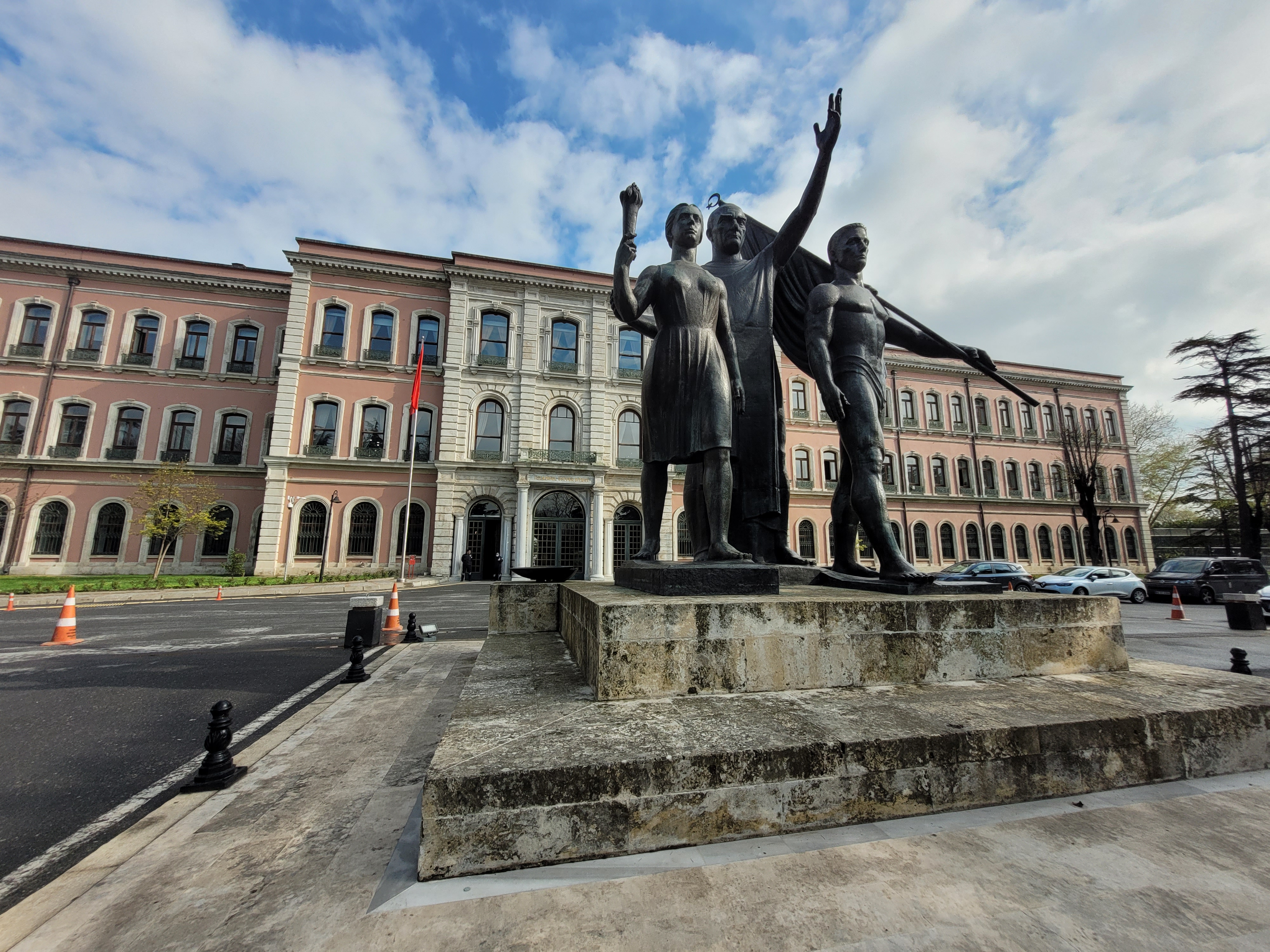
Il vecchio ministero della guerra a Istanbul, oggi sede dell'università

Gendarmeria e Guardia Costiera, che hanno sia funzioni di forze di ordine pubblico che militari, operano come componenti delle forze di sicurezza interna in tempo di pace, subordinati al Ministero degli Interni. In tempo di guerra dipendono rispettivamente dall'Esercito e dalla Marina. Le forze speciali non sono integrate in alcuna delle forze armate, ma dipendono direttamente dal capo di stato maggiore generale, così come il comando scuole militari.
Le forze armate turche hanno una forza stimata nel 2015 di 639.551 militari, di cui 343 ufficiali generali e 38,971 ufficiali.

## Storia
Dopo la sconfitta nella prima guerra mondiale delle forze armate dell'impero ottomano a fianco degli Imperi centrali, sotto la guida del generale Mustafa Kemal le forze militari del Movimento Nazionale Turco combatterono dal 1920 al 1923 nella guerra d'indipendenza. Formalmente nacquero nell'ottobre 1923, con la nascita della Repubblica turca. Da allora sono i depositari dell'unità dello stato e della laicità della società, e i custodi della costituzione.
Tre volte sono intervenute nella vita politica del paese, con i colpi di stato del 1960, del 1971 e del 1980. Nel 2016 un golpe tentato da elementi delle forze armate è invece fallito.
Fanno parte della NATO dal 18 febbraio 1952, e sono l'organizzazione militare della organizzazione più numerosa dopo gli Stati Uniti.

## Organizzazione
- Türk Kara Kuvvetleri, l'Esercito turco
- Türk Deniz Kuvvetleri, la Marina militare
- Türk Hava Kuvvetleri, l'Aeronautica militare
- ̈Sahil Güvenlik, la Guardia costiera
- Özel Kuvvetler Komutanlığı, le Forze speciali
- Harpak, il Comando scuole militari
- Jandarma Genel Komutanlığı la Gendarmeria (fino al 2016)

## Comandante
L'attuale ministro della difesa turco è Fikri Işık mentre il capo di stato maggiore generale è Hulusi Akar.

## Conflitti

### Conflitto greco-turco
Dopo la fine della prima guerra mondiale, in seguito all'occupazione dell'Anatolia da parte delle potenze dell'Intesa, molti militari ottomani fuggirono dalla Rumelia verso l'Anatolia per unirsi al nuovo Movimento Nazionale Turco. Durante la Guerra d'Indipendenza, il 3 maggio 1920, Birinci Ferik Mustafa Fevzi Pasha fu nominato Ministro della Difesa Nazionale, e Mirliva İsmet İnönü In fu nominato Ministro del Capo di Stato Maggiore Generale del governo della Assemblea Nazionale. Ma il 3 agosto 1921, l'assemblea licenziò İsmet Pasha dalla carica di ministro della Difesa nazionale a causa del suo fallimento nella battaglia di Afyonkarahisar-Eskişehir e il 5 agosto, poco prima della battaglia di Sakarya, nominò il presidente dell'assemblea, il generale Mustafa Kemal Pasha (Atatürk) come comandante in capo dell'esercito. La Turchia vinse la guerra d'indipendenza dopo che Smirne fu recuperata nel 1922 a seguito della conflitto greco-turco (1919-1923).

### Seconda guerra mondiale
La Turchia rimase neutrale fino alle fasi finali della seconda guerra mondiale. Nella fase iniziale della seconda guerra mondiale, la Turchia firmò un trattato di mutua assistenza con la Gran Bretagna e la Francia.
Dopo la caduta della Francia, il governo turco cercò di mantenere una pari distanza sia con gli Alleati che con l'Asse. In seguito all'occupazione dei Balcani da parte della Germania nazista, l'Asse controllava la Tracia e le isole orientali del Mar Egeo confinanti con la Turchia e sotto pressione il governo turco firmò un trattato di amicizia e non aggressione con la Germania il 18 giugno 1941.
Dopo l'invasione tedesca dell'Unione Sovietica, il governo turco inviò una delegazione militare di osservatori al comando del tenente generale Ali Fuat Erden in Germania e sul fronte orientale. In seguito alla ritirata tedesca dal Caucaso, il governo turco si avvicinò quindi agli Alleati e Winston Churchill incontrò segretamente İsmet İnönü alla Conferenza di Adana nella stazione ferroviaria di Yenice, nel sud della Turchia, il 30 gennaio 1943, con l'intento di convincere la Turchia a unirsi al guerra dalla parte degli Alleati. Pochi giorni prima dell'inizio della battaglia di Kursk nel luglio 1943, il governo turco inviò in Russia una delegazione militare del generale Cemil Cahit Toydemir e osservò le esercitazioni del 503º battaglione di carri armati pesanti e il suo equipaggiamento. Dopo il fallimento dell'operazione Citadel , il governo turco partecipò alla Seconda Conferenza del Cairo nel dicembre 1943, dove Franklin D. Roosevelt, Churchill e İnönü raggiunsero un accordo su questioni riguardanti il possibile contributo della Turchia agli Alleati. Il 23 febbraio 1945, la Turchia si unì agli Alleati dichiarando guerra alla Germania e al Giappone, dopo che fu annunciato alla Conferenza di Jalta che solo gli stati che erano formalmente in guerra con la Germania e il Giappone entro il 1 marzo 1945 sarebbero stati ammessi alle Nazioni Unite.

### Guerra di Corea
La Turchia ha partecipato alla guerra di Corea come stato membro delle Nazioni Unite e ha inviato la brigata turca, che ha subito 731 perdite in combattimento, in Corea del Sud. Il 18 febbraio 1952 la Turchia divenne membro della NATO. Il governo sudcoreano ha donato un memoriale di guerra per i soldati turchi che hanno combattuto e sono morti in Corea. La pagoda coreana si trova ad Ankara ed è stata donata nel 1973 per il 50º anniversario della Repubblica Turca.

### Invasione di Cipro
Il 20 luglio 1974, le forze armate lanciarono un'operazione di assalto anfibio e aereo su Cipro, in risposta al colpo di stato cipriota del 1974 organizzato dall'EOKA-B e dalla Guardia nazionale cipriota contro il presidente Makarios III con l'intenzione di annettere il isola alla Grecia; ma l'intervento militare si è concluso con l'occupazione turca di un'area considerevole nella parte settentrionale di Cipro e l'istituzione di un governo locale di turco-ciprioti, finora riconosciuto solo dalla Turchia. L'intervento è avvenuto dopo più di un decennio di violenze intercomunitarie (1963-1974) tra i greco-ciprioti e i turco-ciprioti dell'isola, a seguito del crollo costituzionale del 1963. La Turchia ha invocato il suo ruolo di garante ai sensi del Trattato di garanzia per giustificare l'azione intervento. Le forze turche sono sbarcate sull'isola in due ondate, invadendo e occupando il 37% del territorio dell'isola nel nord-est per i turco-ciprioti, che erano stati isolati in piccole enclavi in tutta l'isola prima dell'intervento militare.
In seguito, i turco-ciprioti hanno dichiarato nel 1975 un'entità politica separata sotto forma dello Stato federato turco di Cipro; e nel 1983 fece una dichiarazione unilaterale di indipendenza come Repubblica Turca di Cipro del Nord, che fino ad oggi è riconosciuta solo dalla Turchia. Le Nazioni Unite continuano a riconoscere la sovranità della Repubblica di Cipro secondo i termini della sua indipendenza nel 1960. Il conflitto continua ad oscurare le relazioni turche con la Grecia e con l'Unione Europea. Nel 2004, durante il referendum per il Piano Annan per Cipro (una proposta delle Nazioni Unite per risolvere la disputa di Cipro) il 76% dei greco-ciprioti ha respinto la proposta, mentre il 65% dei turco-ciprioti l'ha accettata.

### Conflitto con il PKK
Le forze armate sono impegnate in una lunga campagna nel Kurdistan turco contro il Partito dei Lavoratori del Kurdistan, il PKK (riconosciuto come organizzazione terroristica da Stati Uniti, Unione Europea e NATO) che ha comportato frequenti incursioni in Iraq e Siria. 
Abdullah Öcalan, il leader del PKK è stato arrestato nel 1999 a Nairobi e portato in Turchia. Nel 2015, il PKK ha annullato il cessate il fuoco del 2013 dopo le tensioni dovute a vari eventi.

### Bosnia e Kosovo
La Turchia ha fornito truppe in diverse forze di pace a guida NATO in Bosnia e in Kosovo. Attualmente ci sono 321 soldati turchi nella KFOR.

### Afghanistan
Dopo che gli attentati di Istanbul del 2003 furono collegati ad Al-Qaida, la Turchia dispiegò truppe in Afghanistan per combattere le forze talebane e gli agenti di Al-Qaida, con la speranza di smantellare entrambi i gruppi. Le responsabilità della Turchia includevano la sicurezza a Kabul, così come nella provincia di Wardak. La Turchia era il terzo più grande contingente all'interno della Forza internazionale di assistenza alla sicurezza. Le truppe turche non sono impegnate in operazioni di combattimento e Ankara ha resistito a lungo alle pressioni di Washington per offrire più truppe da combattimento. Secondo il Washington Post, nel dicembre 2009, dopo che il presidente degli Stati Uniti Barack Obama ha annunciato che avrebbe schierato altri 30.000 soldati statunitensi e che Washington vuole che altri seguano l'esempio, il primo ministro turco Recep Tayyip Erdoğan ha reagito con il messaggio che la Turchia non avrebbe contribuito con truppe aggiuntive all'Afghanistan. "La Turchia ha già fatto quello che può fare aumentando il suo contingente di soldati a 1.750 da circa 700 senza che gli fosse stato chiesto", ha detto Erdoğan, sottolineando che la Turchia continuerà l'addestramento delle forze di sicurezza afghane.
La Turchia ha ritirato le proprie truppe dall'Afghanistan dopo la caduta di Kabul.

### Guerra civile siriana
Il coinvolgimento della Turchia nella guerra civile siriana è iniziato diplomaticamente e successivamente si è intensificato militarmente. Inizialmente, la Turchia ha condannato il governo siriano allo scoppio dei disordini civili in Siria durante la primavera del 2011; il coinvolgimento del governo turco si è gradualmente evoluto in assistenza militare per l'Esercito siriano libero nel luglio 2011, scontri al confine nel 2012 e interventi militari diretti nel 2016-17, nel 2018, nel 2019, nel 2020 e nel 2022. Le operazioni militari hanno portato all'occupazione turca della Siria settentrionale dall'agosto 2016.

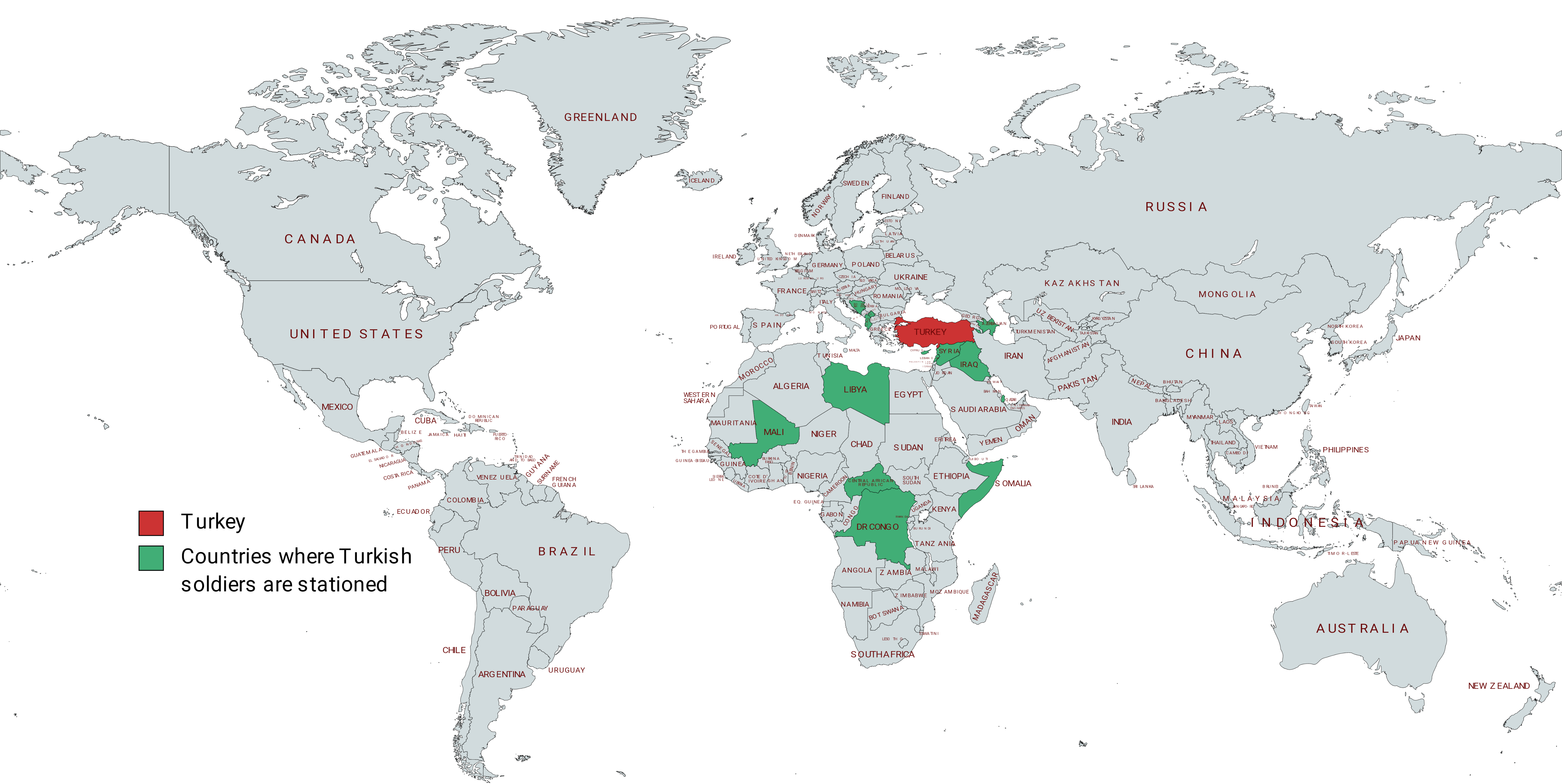
Mappa dei soldati turchi di stanza all'estero a luglio 2022

## Basi militari all'estero
A febbraio 2021, la Turchia ha almeno oltre 60.000 militari di stanza al di fuori del suo territorio.
L'unica base militare di stanza permanentemente all'estero, indipendentemente dalle organizzazioni che fanno parte della Turchia, che ha temporaneamente trattenuto truppe all'estero diverse volte a causa delle sue responsabilità derivanti da molti membri politici internazionali, in particolare l'appartenenza alla NATO, è il Forza di mantenimento di pace a Cipro.
Le basi militari delle forze armate turche in Qatar, Siria, Somalia e Iraq sono attualmente attive. Nel 2017 è stato annunciato che la Turchia avrebbe iniziato a lavorare per stabilire una base di ricerca in Antartide.
Secondo uno studio condotto in Inghilterra, la Turchia ha il più grande dispiegamento di truppe internazionali dopo gli Stati Uniti, con una forza stimata di almeno 60.000 militari di stanza al di fuori dei confini nazionali. Ciò significa che 1 su 6 delle truppe militari attive della Turchia è dispiegato al di fuori dei confini del paese.
La Turchia ha attualmente una presenza militare in 14 paesi che si estendono su 3 continenti:
- Albania - 24 soldati nella base di Pasha Liman, con 2 fregate.[16] Nel 1992 è stato firmato un accordo di cooperazione militare albanese-turca che comprendeva la ricostruzione della base albanese di Pasha Liman da parte della Turchia insieme alla concessione dell'accesso per l'uso turco.[17]
- Azerbaigian - Edifici e strutture nella città militare di Gizil Sherg e un terminal situato nell'aeroporto nell'insediamento di Hacı Zeynalabdin.[18] Una base di osservazione è stata costruita anche dalla Turchia nella regione del Nagorno-Karabakh dopo la guerra del Nagorno-Karabakh di 44 giorni del 2020. La base è stata istituita ad Aghdam con il nome di "Osservatorio per l'osservazione del cessate il fuoco" e ha iniziato ufficialmente ad operare nel gennaio 2021 con 60 soldati turchi e russi di stanza alla base.[19]
- Bosnia ed Erzegovina - Sotto l'operazione EUROFOR Althea 242 soldati, precedentemente sotto la forza di attuazione e la forza di stabilizzazione in Bosnia ed Erzegovina.[20]
- Iraq - La Turchia ha firmato un accordo con l'Iraq che consente all'esercito turco di perseguire elementi del Partito dei lavoratori del Kurdistan (PKK) nel nord dell'Iraq, con il permesso e in coordinamento con il governo federale dell'Iraq. L'accordo include anche l'apertura di due uffici di collegamento tra Baghdad e Ankara per lo scambio di informazioni di intelligence e sicurezza tra i due paesi.[21] A partire dal 2020, la Turchia ha una base militare con 2.000 persone a Bashiqa e la base aerea di Bamarni presidiata da circa 60 carri armati, veicoli corazzati e un battaglione di commando.[22] La Turchia ha più di 40 basi militari e di intelligence sparse in tutto l'Iraq, più di qualsiasi altro paese.[23] Ci sono piani per costruire una nuova base nell'area di Metina del governatorato di Dihok nella regione del Kurdistan iracheno a partire da aprile 2021.[24] In totale, la Turchia ha di stanza tra i 5.000 e i 10.000 soldati in Iraq.[25]
- Repubblica Democratica del Congo – 152 soldati per la missione MONUSCO.[26]
- Kosovo - Si stima che 321 soldati prestino servizio nel comando del battaglione di sicurezza del Kosovo. Sono di stanza nella base Sultan Murat nella città di Prizren per la missione UNMIK e per le forze di pace della KFOR.[27]
- Libano - 100 soldati partecipanti alla missione UNIFIL e alla Maritime Task Force (MTF).[28]
- Libia – Basi aeree ad al-Watiya, Mitiga e Misurata, oltre a Zwara.[29] Il numero di soldati turchi di stanza in Libia è sconosciuto.
- Cipro del Nord - Un totale di 35.000-40.000 forze armate della Turchia sono attualmente in servizio attivo Comando della forza di pace turca a Cipro.[14]
- Qatar - Una base militare a Doha con 5.000 persone.[30]
- Somalia – Campo TURKSOM con 2.000 persone.[14]
- Siria - Basi ad Al-Bab, Al-Rai, Akhtarin, Afrin, Jindires, Rajo, Atme, Darat Izza e Jarabulus con almeno 5.000 dipendenti nelle operazioni Euphrates Shield e Olive Branch.[31] A gennaio 2022 sono 114 le basi turche in Siria.[32] Dopo l'operazione Peace Spring, circa 6.400 persone stanno lavorando nella regione Peace Spring tra Ras al-Ayn e Tell Abyad. 19 punti di osservazione sono stabiliti intorno a Idlib e alla provincia di Aleppo. Complessivamente, ci sono circa 10.500 soldati turchi e 250 carri armati di stanza in Siria. Questi numeri sono costantemente soggetti a modifiche.[14]
- Repubblica Centrafricana – 50 soldati turchi sono di stanza nella RCA nell'ambito della Missione di stabilizzazione integrata multidimensionale delle Nazioni Unite (MINUSCA).[16]
- Mali – 12 soldati turchi prestano servizio in Mali nell'ambito della Missione di stabilizzazione integrata multidimensionale delle Nazioni Unite (MINUSMA).[26]
- Sudan - Suakin è stata assegnata alla Turchia per 99 anni dopo un accordo con il Sudan nel dicembre 2017. Molti sostengono che la Turchia stia pianificando di militarizzare la città portuale a causa della sua importanza geostrategica nel Mar Rosso, che ha messo a dura prova le relazioni di Turchia e Sudan con l'Egitto . Tuttavia, a partire dal luglio 2022, non ci sono stati sviluppi riguardo a una base militare all'interno della città.[33]

## Gradi

### Esercito
| Ufficiali | Ufficiali | Ufficiali              | Ufficiali | Ufficiali  | Ufficiali  | Ufficiali  | Ufficiali | Ufficiali | Ufficiali | Ufficiali | Ufficiali | Ufficiali | Ufficiali | Ufficiali                   |
| Nazione   | OF-10     | OF-9                   | OF-9      | OF-8       | OF-7       | OF-6       | OF-5      | OF-4      | OF-3      | OF-2      | OF-1      | OF-1      | OF-D      | Ufficiale cadetto           |
| --------- | --------- | ---------------------- | --------- | ---------- | ---------- | ---------- | --------- | --------- | --------- | --------- | --------- | --------- | --------- | --------------------------- |
| Turchia   | Mareşal   | Genelkurmay Başkanlığı | Orgeneral | Korgeneral | Tümgeneral | Tuğgeneral | Albay     | Yarbay    | Binbaşı   | Yüzbaşı   | Üsteğmen  | Teğmen    | Asteğmen  | Nessun distintivo Harbiyeli |

| Sottufficiali e comuni | Sottufficiali e comuni    | Sottufficiali e comuni | Sottufficiali e comuni    | Sottufficiali e comuni | Sottufficiali e comuni | Sottufficiali e comuni | Sottufficiali e comuni | Sottufficiali e comuni | Sottufficiali e comuni | Sottufficiali e comuni | Sottufficiali e comuni |
| Nazione                | OR-9                      | OR-8                   | OR-7                      | OR-7                   | OR-6                   | OR-6                   | OR-5                   | OR-4                   | OR-3                   | OR-2                   | OR-1                   |
| ---------------------- | ------------------------- | ---------------------- | ------------------------- | ---------------------- | ---------------------- | ---------------------- | ---------------------- | ---------------------- | ---------------------- | ---------------------- | ---------------------- |
| Turchia                | Astsubay Bıdemli Başçavuş | Astsubay Başçavuş      | Astsubay Kıdemli Üstçavuş | Astsubay Üstçavuş      | Astsubay Kıdemli Çavuş | Astsubay Çavuş         | Uzman Çavuş            | Çavuş                  | Uzman Onbaşı           | Onbaşı                 | Nessun distintivo Er   |

### Marina
I gradi della marina turca sono uguali a quelli dell'esercito e delle altre forze armate turche eccetto per gli ammiragli che fanno parte degli ufficiali generali. Per quanto riguarda gli altri ufficiali i gradi sono uguali a quelli degli altre forze armate turche, preceduti dal prefisso Deniz che significa di mare. Il titolo di Büyükamiral, che letteralmente significa Grande ammiraglio, viene conferito unicamente dall'Assemblea Nazionale solo ad un ammiraglio che abbia guidato con successo la vittoria di una grande flotta alla fine di una guerra. Durante il periodo dell'Impero ottomano i comandanti generali della marina turca avevano il titolo tradizionale di Kapudan-i Derya, carica abolita il 13 marzo 1867, anno di fondazione del Ministero della Flotta Ottomana. Da quel momento, fino alla successiva ristrutturazione nel 1877, i comandanti in capo della flotta turca furono solo ministri, (al singolare bahriye nazırı), posto poi ricreato col titolo di donanma komutanı cioè di "comandante della flotta". Il titolo di Büyükamiral, creato popo la proclamazione della repubblica e mai concesso durante l'epoca repubblicana è omologo nell'esercito al titolo di Mareşal, che nella storia della Turchia repubblicana è stato conferito unicamente dalla Grande Assemblea Nazionale Turca a Mustafa Kemal e Fevzi Çakmak, quando ancora il titolo era denominato Müşir, poi sostituito con il titolo di Mareşal nel 1934.
| Ufficiali | Ufficiali   | Ufficiali | Ufficiali | Ufficiali | Ufficiali | Ufficiali   | Ufficiali    | Ufficiali     | Ufficiali     | Ufficiali      | Ufficiali    | Ufficiali      | Ufficiali                   |
| Nazione   | OF-10       | OF-9      | OF-8      | OF-7      | OF-6      | OF-5        | OF-4         | OF-3          | OF-2          | OF-1           | OF-1         | OF-D           | Ufficiale cadetto           |
| --------- | ----------- | --------- | --------- | --------- | --------- | ----------- | ------------ | ------------- | ------------- | -------------- | ------------ | -------------- | --------------------------- |
| Turchia   | Büyükamiral | Oramiral  | Koramiral | Tümamiral | Tuğamiral | Deniz Albay | Deniz Yarbay | Deniz Binbaşı | Deniz Yüzbaşı | Deniz Üsteğmen | Deniz Teğmen | Deniz Asteğmen | Nessun distintivo Bahriyeli |

| Sottufficiali e comuni | Sottufficiali e comuni    | Sottufficiali e comuni | Sottufficiali e comuni    | Sottufficiali e comuni | Sottufficiali e comuni | Sottufficiali e comuni | Sottufficiali e comuni | Sottufficiali e comuni | Sottufficiali e comuni | Sottufficiali e comuni | Sottufficiali e comuni | Sottufficiali e comuni | Sottufficiali e comuni |
| Nazione                | OR-9                      | OR-8                   | OR-7                      | OR-7                   | OR-6                   | OR-6                   | OR-5                   | OR-5                   | OR-4                   | OR-3                   | OR-3                   | OR-2                   | OR-1                   |
| ---------------------- | ------------------------- | ---------------------- | ------------------------- | ---------------------- | ---------------------- | ---------------------- | ---------------------- | ---------------------- | ---------------------- | ---------------------- | ---------------------- | ---------------------- | ---------------------- |
| Turchia                | Astsubay Kıdemli Başçavuş | Astsubay Başçavuş      | Astsubay Kıdemli Üstçavuş | Astsubay Üstçavuş      | Astsubay Kıdemli Çavuş | Astsubay Çavuş         | Kadelemi Uzman Çavuş   | Uzman Çavuş            | Çavuş                  | Kadelemi Uzman Onbaşı  | Uzman Onbaşı           | Onbaşı                 | Nessun distintivo Er   |

### Aeronautica
| Turchia | Orgeneral | Korgeneral | Tümgeneral | Tuğgeneral | Albay | Yarbay | Binbaşı | Yüzbaşı | Üsteğmen | Teğmen | Asteğmen | Nessun distintivo Harbiyeli |

| Turchia | Astsubay Bıdemli Başçavuş | Astsubay Başçavuş | Astsubay Kıdemli Üstçavuş | Astsubay Üstçavuş | Astsubay Kıdemli Çavuş | Astsubay Çavuş | Uzman Çavuş | Uzman Onbaşı | Nessun distintivo Er |